# Пекалонган
Пекалонган (індонез. Pekalongan) — місто в індонезійській провінції Центральна Ява.

## Географія
Розташований у північно-західній частині провінції, на північному узбережжі острова Ява.

### Клімат
Місто знаходиться у зоні, котра характеризується мусонним кліматом. Найтепліший місяць — жовтень із середньою температурою 27.6 °C (81.7 °F). Найхолодніший місяць — січень, із середньою температурою 26 °С (78.8 °F).
| Клімат Пекалонгана      | Клімат Пекалонгана | Клімат Пекалонгана | Клімат Пекалонгана | Клімат Пекалонгана | Клімат Пекалонгана | Клімат Пекалонгана | Клімат Пекалонгана | Клімат Пекалонгана | Клімат Пекалонгана | Клімат Пекалонгана | Клімат Пекалонгана | Клімат Пекалонгана | Клімат Пекалонгана |
| Показник                | Січ.               | Лют.               | Бер.               | Квіт.              | Трав.              | Черв.              | Лип.               | Серп.              | Вер.               | Жовт.              | Лист.              | Груд.              | Рік                |
| Середня температура, °C | 26                 | 26,5               | 26,9               | 27,4               | 27,5               | 27                 | 26,4               | 26,7               | 27,3               | 27,6               | 27,4               | 26,8               | 27                 |
| Норма опадів, мм        | 632.5              | 415.4              | 327                | 195.1              | 152.6              | 87.7               | 82.1               | 74.2               | 81.4               | 143.6              | 186.3              | 319.5              | 2697.4             |
| Днів з опадами          | 18,4               | 16,6               | 16,5               | 13,8               | 10,6               | 8,5                | 4,7                | 4,5                | 5,2                | 8,8                | 14,8               | 17,6               | 140                |
| Вологість повітря, %    | 86.1               | 85.3               | 85.1               | 83.2               | 82.6               | 82.6               | 81.9               | 79.5               | 78.7               | 78                 | 81.1               | 83.7               | 82.3               |
| ----------------------- | ------------------ | ------------------ | ------------------ | ------------------ | ------------------ | ------------------ | ------------------ | ------------------ | ------------------ | ------------------ | ------------------ | ------------------ | ------------------ |
| Джерело: Weatherbase    |                    |                    |                    |                    |                    |                    |                    |                    |                    |                    |                    |                    |                    |